# Encarsia guadeloupae
Encarsia guadeloupae är en stekelart som beskrevs av Gennaro Viggiani 1987. Encarsia guadeloupae ingår i släktet Encarsia och familjen växtlussteklar.
Artens utbredningsområde är:
- Benin.
- Costa Rica.
- Palau.
- Fiji.
- Ghana.
- Guadeloupe.
- Guam.
- Nigeria.
- Nauru.
- Papua Nya Guinea.
- Filippinerna.
- Taiwan.
- Thailand.
- Togo.

Inga underarter finns listade i Catalogue of Life.